# James Cook (Industrieller)
James Cook (* 1764; † 1837) war ein schottischer Mühlenbauer, Ingenieur und Industrieller.
Er gründete im Jahre 1788 ein kleines Unternehmen in Glasgow, das auf den Bau von Getreide- und Zuckermühlen spezialisiert war. Zunächst errichtete er Mühlen, die durch Wasser- und Windkraft angetrieben wurden. Cook war der erste, der Zuckermühlen mit Dampfmaschinen antrieb. 1805 vergrößerte er seinen Betrieb und wechselte deshalb auf das Südufer des Clyde nach Tradeston und gründete hier ein neues Industriezentrum. Heute erinnert die Cook Street in Tradeston an James Cook und die ehemalige Fabrik. Ab 1812 stellte er auch Dampfmaschinen für die Schifffahrt her und war der erste, der Schiffsdampfmaschinen am Clyde produzierte. Nach 1824 stellte er dies jedoch wieder ein, als Robert Napier & Sons eine zu starke Konkurrenz geworden war. James Cook und sein Firmenleiter David Cook förderten die Ausbildung von Ingenieuren, weshalb die Firma auch das College genannt wurde.

## Schiffe mit einer Dampfmaschine von James Cook
| Name                    | Baujahr    | Leistung in PS |
| ----------------------- | ---------- | -------------- |
| Elizabeth               | 1812       | 10             |
| Glasgow                 | 1813       | 16             |
| Margery (Élise)         | Juni 1814  | 10             |
| Duke of Argyle (Thames) | Juni 1814  | 14             |
| Lady of the Lake        | 1814       | 24             |
| Lady of the Shannon     | 1816       | 20             |
| Hibernia                | 1816       | 25             |
| Admiral Dandolo         | 1816       |                |
| Waterloo                | Jan 1816   | 20             |
| Britannia               | 1815       | 32             |
| Albion                  | März 1816  | 20             |
| Carolina                | 1818       |                |
| Fingal                  | April 1819 | 16             |
| Waterloo                | Mai 1819   | 60             |
| Carolina                | 1820       |                |
| Edinburgh Castle        | 1821       | 40             |
| Thane of Fife           | 1821       | 40             |
| Countess of Glasgow     | 1826       |                |